# حسن عبد الرحمن العاني
حسن عبد الرحمن آل دلة علي العاني هو محام وقاض عراقي راحل، ولد في مدينة عانة عام 1910 وتوفي في بغداد في 13 كلنون الثاني 1973.
تخرج من مدرسة الحقوق عام 1935، فعمل محاميا في البصرة ثم عين حاكما في محاكم البصرة المدنية عام 1937، لكنه استقال وعاد للمحاماة.
انتخب نائبا عن البصرة في حزيران 1948 واستقال في آذار 1950، ثم انتخب مرة ثانية في كانون الثاني 1953.
شغل منصب وزير الشؤون الاجتماعية في وزارة محمد فاضل الجمالي الأولى، لكنه استقال في استقال في 25 كانون الأول 1953 إثر فرض الأحكام العرفية نتيجة لاضطرابات البصرة.
انتخب نائبا مرة أخرى في أيلول 1954 حتى آذار 1958.
كان عضوا في حزب الجبهة الشعبية المتحدة.